# Glomerulus

Schéma ledvinového tělíska; kapiláry tvoří klubko zvané glomerulus

Glomerulus (též glomerulum či česky cévní klubíčko) je klubko rozvětvených vlásečnic uvnitř každého ledvinového (renálního) tělíska. Dochází v něm k prvním fázím filtrace krve.
Glomerulus je obklopen Bowmannovým váčkem a společně tvoří ledvinové tělísko, tedy první část každého nefronu. Tělísko má průměr asi 200 µm. Vstupuje do něj přívodná tepénka, ta se po vstupu do tělíska rozděluje na 2–5 dílčích větví a ty se dále větví na kapiláry. Stěny těchto kapilár jsou obrostlé výběžky Bowmannova váčku (tyto výběžky tvoří buňky podocyty). Skrz velmi drobné póry v kapilárách prochází filtrát přes bazální membránu do vnitřního prostoru ledvinového tělíska a později odchází do proximálního kanálku.

## Galerie

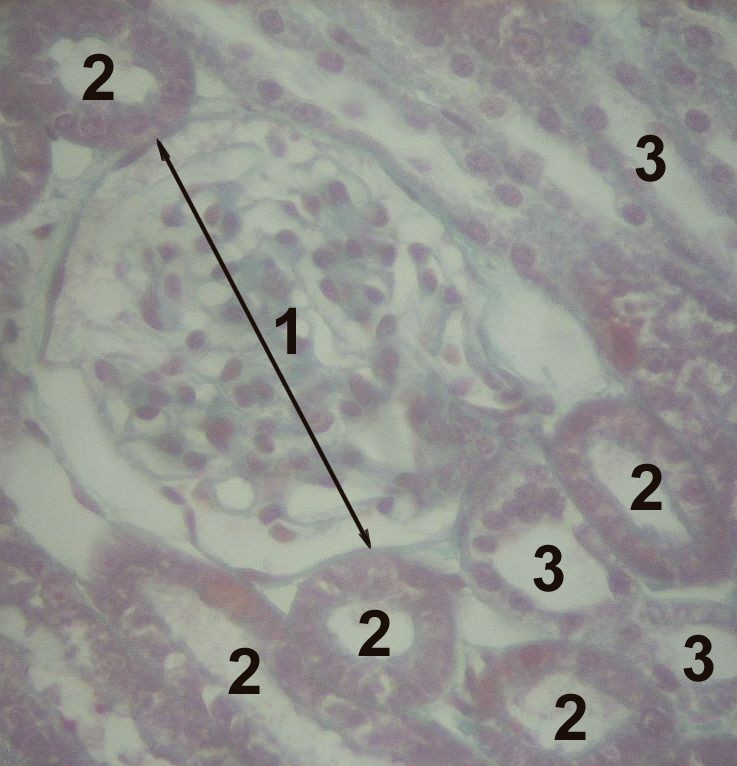
(1) glomerulus
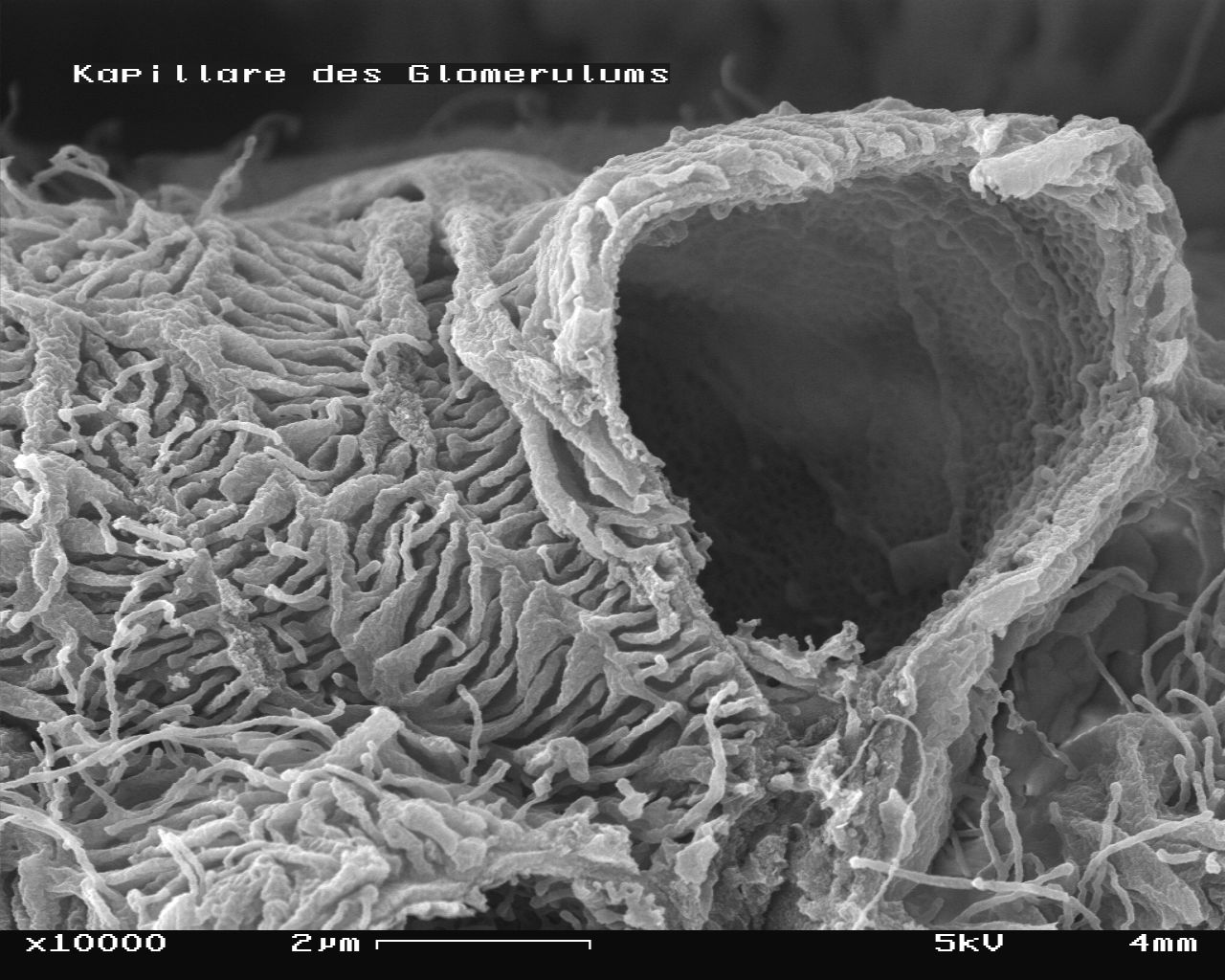
Glomerulus, pohled dovnitř
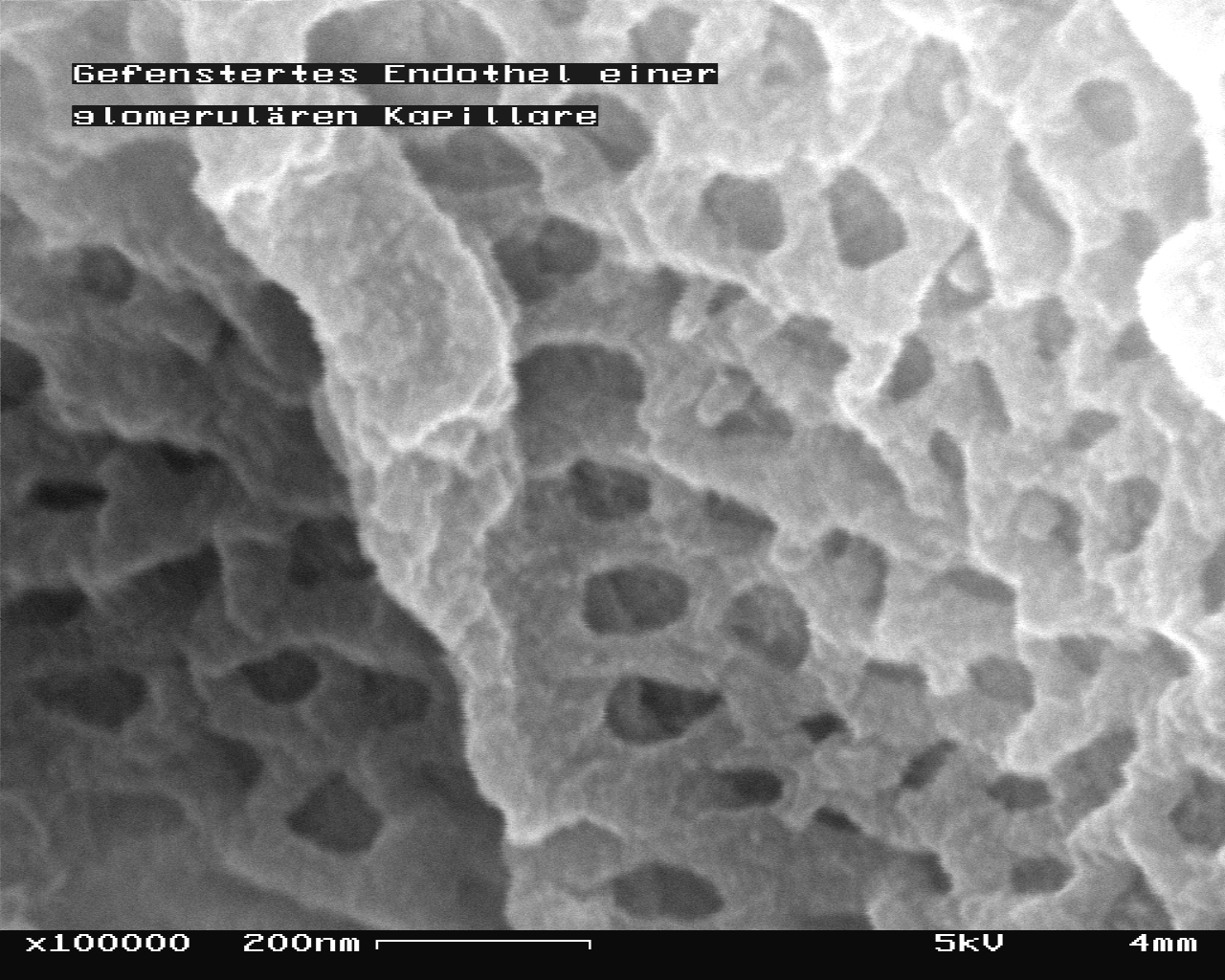
Vnitřek kapiláry v glomerulu; viditelné jsou póry
Ledvinové tělísko